# 1999
Cette page concerne l'année 1999 (MCMXCIX en chiffres romains) du calendrier grégorien.
Pour les articles homonymes, voir 1999 (homonymie).
L'année 1999 est une année commune qui commence un vendredi.

## Chronologie territoriale

### Monde
- 28 janvier : 29e forum de Davos.
- 1er février : le système mondial de détresse et de sécurité en mer (SMDSM 1999) entre en vigueur.
- 18 juin : réunion à Cologne du G7, qui décide de réduire la dette des pays les plus pauvres.
- 11 août : dernière éclipse totale du siècle (et du millénaire). Elle est visible en Europe, au Proche-Orient, au Moyen-Orient, en Inde, etc.
- 6 octobre : ouverture à Vienne d'une conférence sur le désarmement, dans le cadre du CTBT. Sur 44 pays désignés, 24 l'ont signé et ratifié, 21 signé mais pas ratifié (dont les États-Unis, la Chine et la Russie) et 3 ne l'ont ni signé ni ratifié (Inde, Pakistan, Corée).
- 3 décembre : à Seattle, échec de la réunion ministérielle des pays membres de l'OMC. L'Europe refuse l'abandon du système de subvention à l'exportation de ses produits exigé par les Américains, car la fin d'un tel système donnerait la suprématie totale aux firmes multinationales.

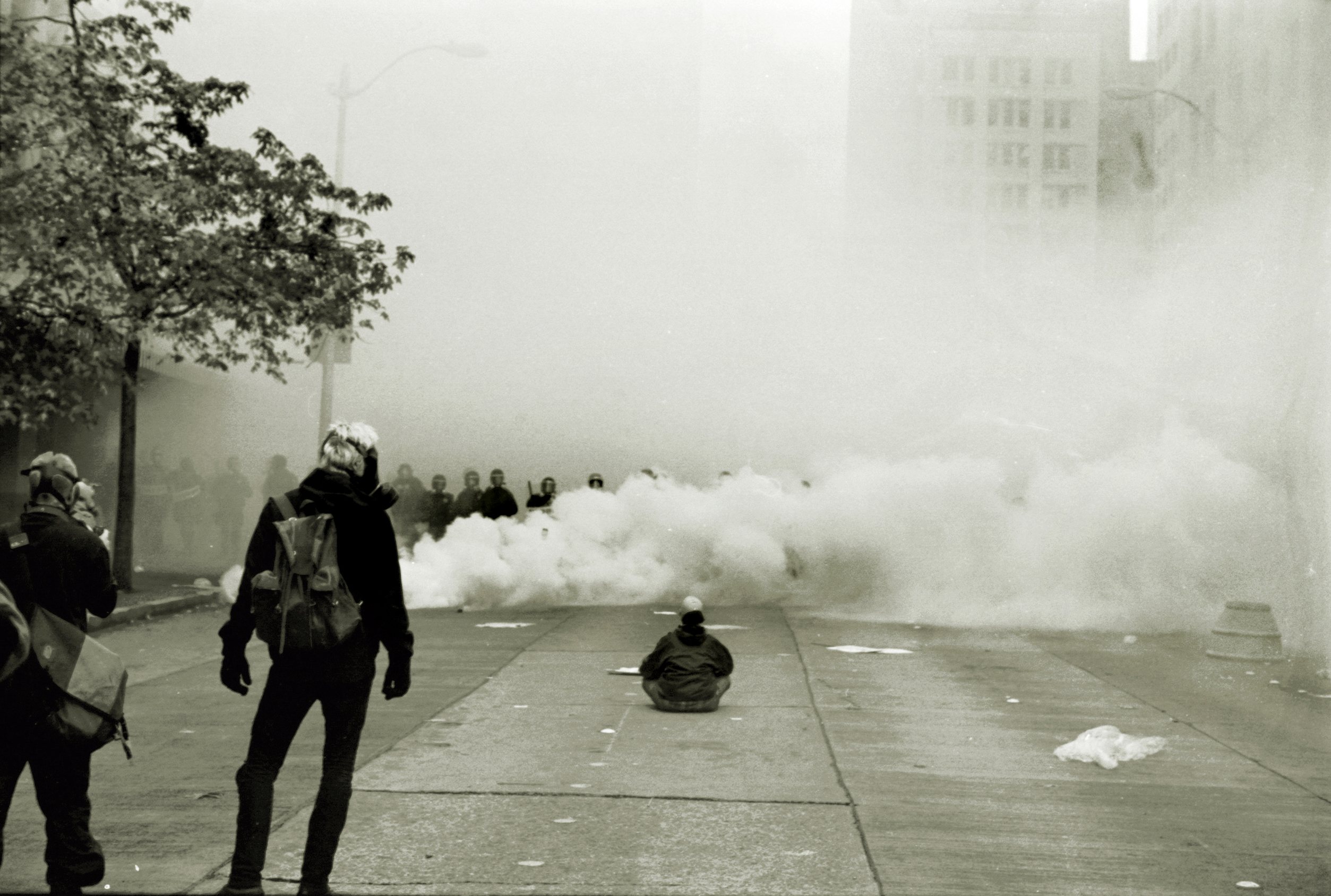
3 décembre : Manifestations altermondialistes contre le sommet de l'OMC à Seattle.

- 24 décembre : le pape Jean-Paul II ouvre la Porte sainte dans la basilique Saint-Pierre de Rome, et ouvre le grand Jubilé de l'an 2000.

### Afrique
- 15 avril : Algérie : Abdelaziz Bouteflika remporte l'élection présidentielle (74 %) au terme d'un scrutin contesté par les autres candidats qui se retirent en dénonçant de nombreuses irrégularités
- 29 mai : au Nigeria, le nouveau Président Olusegun Obasanjo prend ses fonctions.
- 2 juin : Nelson Mandela ne se présentant pas, c'est son ami Thabo Mbeki de l'ANC qui remporte l'élection présidentielle en Afrique du Sud.
- 7 juillet, Guerre civile de Sierra Leone : Accords de Lomé.
- 10 juillet, Deuxième guerre du Congo : Accord de cessez-le-feu de Lusaka, jamais appliqué.
- 23 juillet : décès de Hassan II, roi du Maroc, après 38 ans de règne.
- 30 juillet : intronisation de Mohammed VI, roi du Maroc.
- 16 septembre : Algérie : adoption par référendum de la loi sur la "Concorde civile", prévoyant une amnistie partielle ou totale pour les crimes commis par les groupes armés.
- 24 octobre : le président sortant Zine el-Abidine Ben Ali est réélu lors de la première présidentielle pluraliste de l’histoire de la Tunisie.

### Amérique
- 2 février : Hugo Chávez devient président du Venezuela.
- 22 mars, Paraguay : assassinat du vice-président Luis María Argaña.
- 1er avril : création au Canada du territoire du Nunavut à partir des territoires du Nord-Ouest, territoire immense (2 000 000 km2) et très peu peuplé (25 000 habitants, pour la plupart Inuits).
- 20 avril : Fusillade à Columbine en milieu scolaire. Cette tuerie provoque 15 morts et 24 blessés. Ce massacre relance le débat sur le contrôle des armes à feu aux États-Unis.
- 28 mai : à Cuba, Fidel Castro nomme Felipe Pérez Roque comme ministre des Affaires étrangères.
- 4 et 5 juillet : le Derecho à la frontière canado-américaine provoque pour plus de 100 million $US de dommages et quatre morts.
- 22 décembre : pluies torrentielles et avalanches de boue provoquent entre 15 000 et 30 000 victimes au Venezuela et plus de 300 000 sans abri.
- 30 décembre : la constitution de la république bolivarienne du Venezuela est approuvée par référendum.
- 31 décembre : restitution de la zone du canal de Panama par les États-Unis au Panama.

### Asie

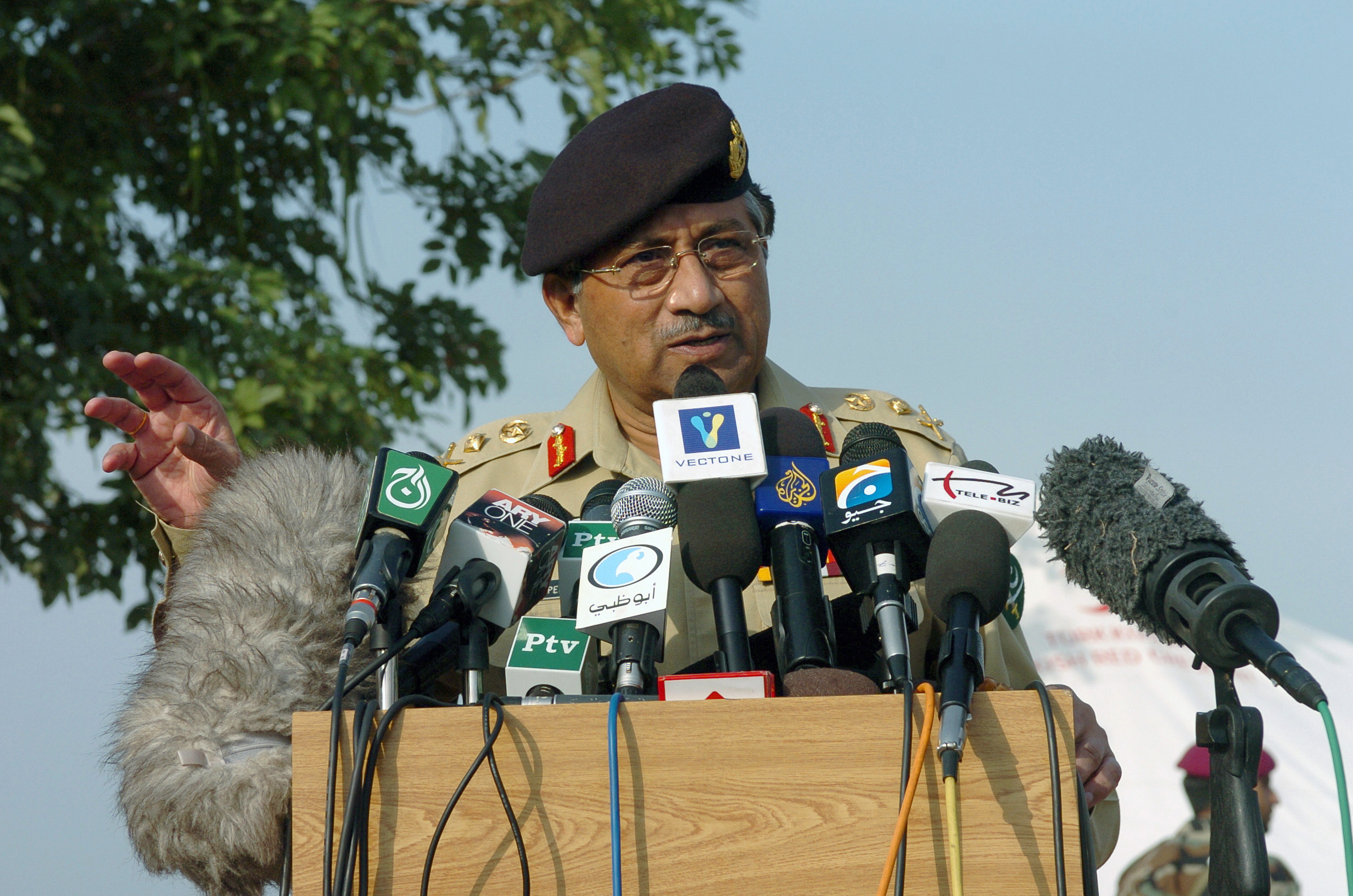
Pervez Musharraf en 2005.

- 18 janvier : réunion à Genève des deux Corées, à l'initiative des États-Unis et de la Chine.
- 16 février : Tachkent (Ouzbékistan) subit des attentats islamistes : six explosions, dont une devant le Parlement, qui visait le président Islom Karimov.
- 6 mars : Ta Mok, surnommé « le Boucher », dernier chef militaire des Khmers rouges encore en fuite, est arrêté par l'armée cambodgienne, près de la frontière thaïlandaise.
- 26 mai : reprise des combats au Cachemire, entre soldats pakistanais infiltrés et indiens, la défaite pakistanaise aura pour conséquence un coup d'État au Pakistan en octobre.
- 7 juin : premières élections démocratiques en Indonésie depuis celles de 1955. Le Parti démocratique indonésien de lutte de Megawati Sukarnoputri arrive en tête, devançant le Golkar, parti gouvernemental sous Soeharto.
- 9 juillet : Sangay Ngedup devient Premier ministre du Bhoutan.
- 17 août : un violent séisme de magnitude 7,6 sur l’échelle de Richter frappe l'Izmit provoquant environ de 17 118 morts.
- 30 août : un référendum supervisé par les Nations unies au Timor oriental se traduit par une très large victoire des indépendantistes (72 %). Immédiatement, les milices indonésiennes se déchaînent contre les populations civiles
- 21 septembre : un séisme de magnitude 7,1 sur l’échelle de Richter secoue Taïwan.
- 5 septembre-10 octobre : élections législatives indiennes[1].
- 11 octobre : coup d'État militaire au Pakistan. L'armée renverse sans effusion de sang le gouvernement civil de Nawaz Sharif, qui est remplacé par le général Pervez Musharraf.
- 18 octobre : l'Indonésie abroge le décret de 1978 annexant la province orientale du Timor.
- 20 octobre : Abdurrahman Wahid est élu président de la république d'Indonésie par le MPR (assemblée)
- 29 octobre : l'État de l'Orissa en Inde subit le Super cyclone d'Orissa qui provoque plus de 10 000 victimes et tue 700 000 têtes de bétail, endommage ou déracine 90 000 000 d'arbres et fait 20 000 000 de sans-abris ; 5 000 000 de fermiers perdent leur travail et 1,2 million d'hectares de cultures sont ravagées.

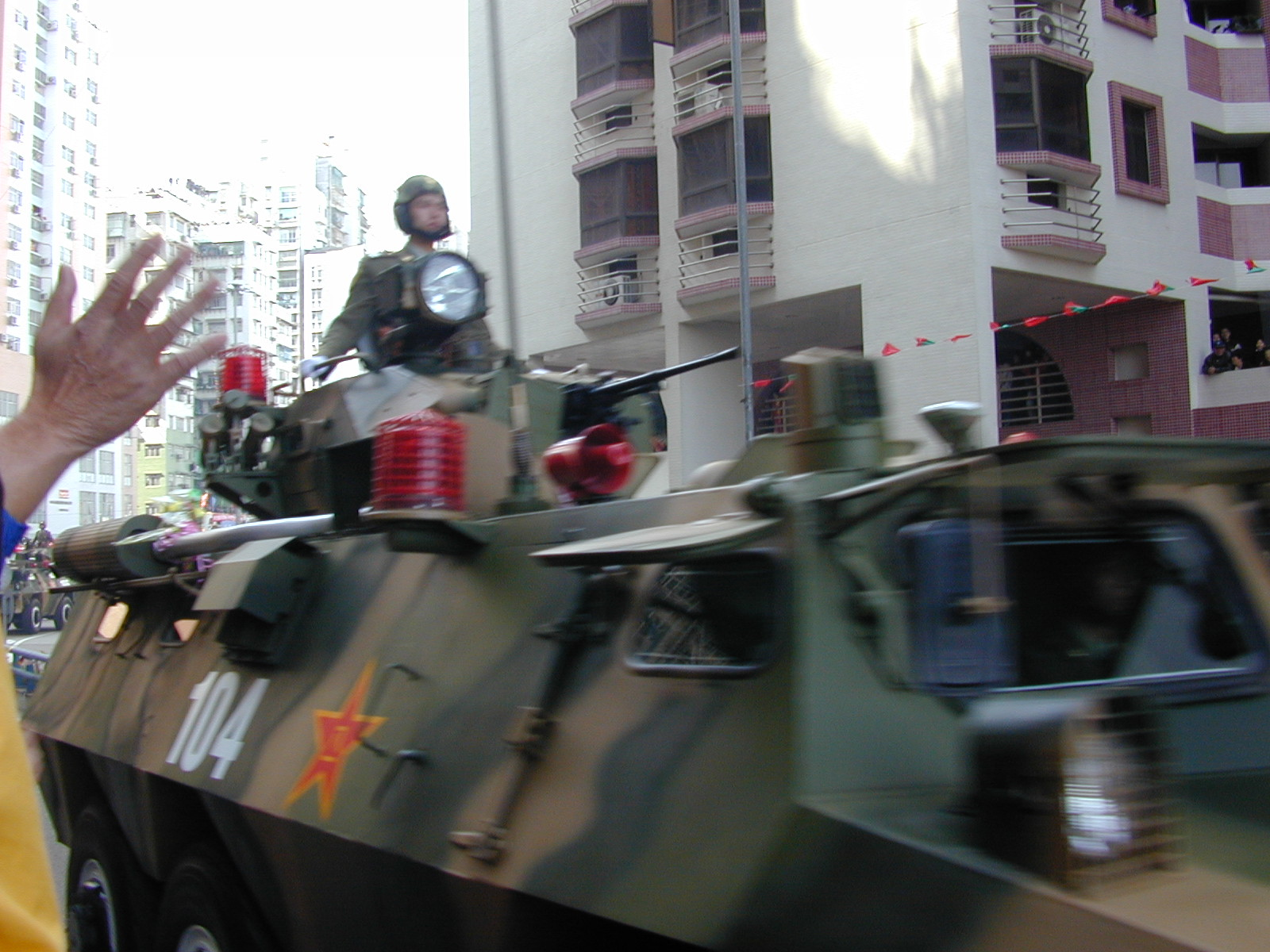
Entrée de l'armée populaire de libération à Macao le 20 décembre 1999.

- 20 décembre : le Portugal rétrocède Macao à la Chine, après plus de 400 ans d'occupation. Le territoire bénéficiera pendant 50 ans d'un statut particulier de Région autonome spéciale (RAS).
- 28 décembre : fuite du 17e Karmapa du monastère de Tsourphou au Tibet pour l'Inde.
- 31 décembre : libération des otages de l'Airbus d'Air India détourné le 24 décembre, à la suite du relâchement de trois séparatistes cachemiris.

### Proche-Orient

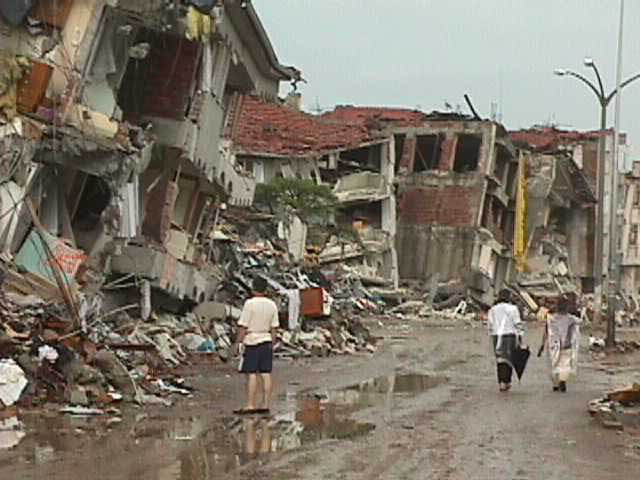
17 août : Tremblement de terre en Turquie. Une rue à Izmit.

- 7 février : décès de Hussein de Jordanie, 3e roi de Jordanie.
- 7 février : couronnement de son fils, Abdallah II, 4e roi de Jordanie.
- 19 février : Assassinat à Nadjaf (Irak), la grande ville sainte chiite, du Grand Ayatollah Mohammad Sadeq al-Sadr et de deux de ses fils.
- 21 mars : Fin du premier tour du monde en aérostat sans escale à 6h57 dans le désert égyptien après 19 jours 21 heures et 55 minutes de vol, effectué par le psychiatre suisse Bertrand Piccard et le pilote britannique, ancien de la RAF, Brian Jones, sur leur ballon « Breitling Orbiter 3 ». Partis de Château-d'Œx en Suisse, ils ont parcouru plus de quarante-cinq mille kilomètres et ont survolé vingt-cinq pays d'ouest en est dans des conditions parfois très difficiles, en particulier lors de la traversée de la Chine.
- 2 avril : reprise des bombardements des États-Unis et du Royaume-Uni sur l'Irak.
- 18 avril : victoire de la gauche et de l'extrême droite lors des élections législatives en Turquie
- 29 avril : l'autorité palestinienne reporte en juin la proclamation de l'État palestinien, qui était prévue le 4 mai
- 17 mai : élections générales israéliennes. Victoire du travailliste Ehud Barak (56 %) qui remplace comme premier ministre Benyamin Netanyahou (Likoud).
- 17 août : Tremblement de terre en Turquie. Un violent séisme de magnitude 7,4 frappe la ville de Kocaeli (Izmit) au sud-est d'Istanbul provoquant plus de 17 000 victimes.

### Europe

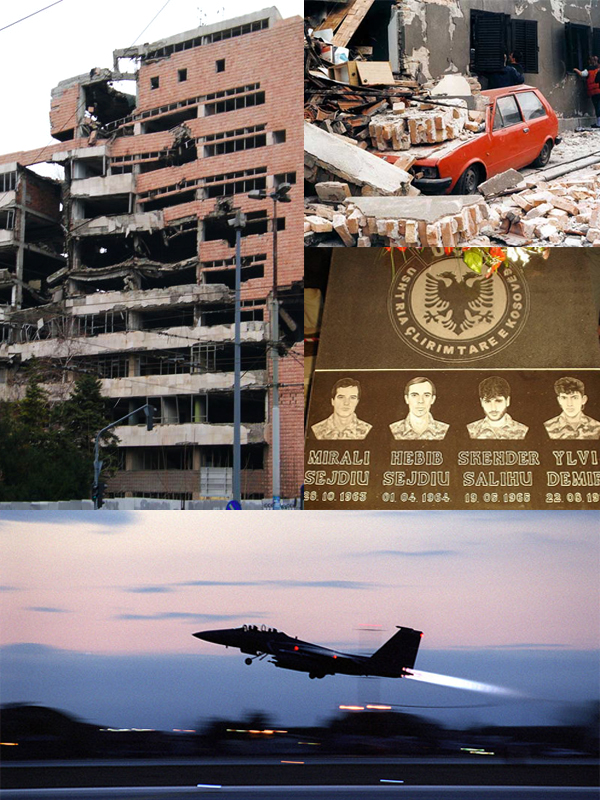
24 mars-10 juin : Guerre du Kosovo ; Exode massif des Kosovars (Albanais de Serbie) vers l'Albanie et la Macédoine ; frappes de l'OTAN sur la Serbie.

- 1er janvier : introduction de l'euro dans 11 pays de l'Union européenne pour former l'Union Économique et Monétaire, ou encore zone euro. L'UEM est composée de l'Allemagne, l'Autriche, la Belgique, l'Espagne, la Finlande, la France, l'Irlande, l'Italie, le Luxembourg, les Pays-Bas et le Portugal. Le 1er janvier 1999 marque en même temps le début de la période de transition des monnaies nationales à l'euro.
- 13 janvier : en Allemagne, le gouvernement vert et social-démocrate fait interdire le retraitement des déchets radioactifs à l'étranger (i.e. en France) à partir de 2000
- 11 mars : démission d'Oskar Lafontaine de ses postes de ministre des finances de la République fédérale d'Allemagne et de président du SPD. Marqué à gauche, son départ révèle l'orientation libérale du gouvernement social démocrate de Gerhard Schröder
- 12 mars : admission de la Pologne, de la Hongrie et de la République tchèque dans l'OTAN
- 15 mars : démission de l'ensemble de la Commission européenne (présidée par Jacques Santer) à la suite de la révélation d'abus de certains de ses membres.
- 24 mars : 
  - l'Italien Romano Prodi succède au Luxembourgeois Jacques Santer à la présidence de la commission européenne.
  - Incendie du tunnel du Mont-Blanc, qui cause la mort de 39 personnes.
  - Kosovo : opération Allied Force. Début des frappes aériennes de l'OTAN sur la Serbie (fin le 9 juin).
- 2 avril : les frappes de l'OTAN visent le centre de Belgrade
- 1er mai : entrée en vigueur du Traité d'Amsterdam.
- 6 mai : élection du Parlement d'Écosse.
- 27 mai : affaire du « poulet à la dioxine » qui ébranle le gouvernement belge[2].
- 29 mai : Les Girondins de Bordeaux deviennent champion de France ligue 1.
- 3 et 4 juin : le Conseil européen de Cologne marque la naissance de la Politique européenne de sécurité et de défense (PESD).
- 8 juin : un texte commun de Tony Blair et Gerhard Schröder propose une social-démocratie européenne adaptée aux exigences du libéralisme. Ce texte semble isoler les socialistes français.
- 10 juin : résolution 1244 du Conseil de sécurité des Nations unies. Fin de la Guerre du Kosovo.
- 10-13 juin : élection du Parlement Européen : forte abstention et victoire des chrétiens démocrates sur les sociaux démocrates qui perdent la majorité et la présidence.
- 13 juin : élections législatives fédérales belges.
- 17 juin[3] : Élection présidentielle en Lettonie. Vaira Vīķe-Freiberga est élue.
- 19 juin : conférence de Bologne sur l'enseignement supérieur. Cette conférence fait partie d'un processus de mise en cohérence des cursus universitaires en Europe.
- 8 juillet : Vaira Vīķe-Freiberga devient la 3e présidente de la Lettonie depuis son indépendance en 1990.
- 25 juillet : débuts de l'« administration Kouchner », dirigeant de la MINUK, mission des Nations unies au Kosovo.
- 1er août : levée de l'embargo, en Europe, décrété en 1996 sur la viande britannique en raison de la crise de la « vache folle ».
- 9 août: Vladimir Poutine, directeur du FSB, est nommé président du gouvernement russe par Boris Eltsine (d'abord par intérim du 9 au 16 août).
- 31 août-16 septembre : série d'attentats en Russie.
- 1er octobre : début de la seconde guerre de Tchétchénie. Les troupes russes pénètrent dans la République, pour empêcher le soutien de la Tchétchénie aux islamistes du Daghestan voisin.
- 3 octobre, Autriche : les sociaux-démocrates du Chancelier Viktor Klima arrivent en tête des élections législatives, suivis par les ultra-nationalistes de Jörg Haider, qui réalisent le meilleur score d'un parti d'extrême droite en Europe depuis la fin de la Seconde Guerre mondiale.
- 10 octobre, Portugal : progressant de trois sièges, les socialistes, au pouvoir depuis quatre ans, sont reconduits lors des élections législatives (44,06 % et 115 députés sur 230).
- 11 octobre : réunis à Tallinn, les 6 pays de l'Est en voie d'adhésion à l'Union européenne ont demandé que celle-ci se réalise au plus tard fin 2002.
- 15-16 octobre: Conseil européen de Tampere, concerné principalement par la coopération policière et judiciaire en matière pénale.
- 27 octobre (Arménie) : le premier ministre Vazgen Sargsian est assassiné lors d'une fusillade au Parlement.
- 28 octobre (Portugal) : le Premier ministre sortant António Guterres forme son second gouvernement. Il est le Premier ministre socialiste le plus durable de l'histoire du pays.
- 11 novembre : House of Lords Act réformant le Parlement du Royaume-Uni.
- 17 novembre : modification en Suisse de l'ordonnance du 4 juillet 1984 réglementant les preuves documentaires de l'origine des marchandises en matière de commerce extérieur.
- 9 et 10 décembre : le Conseil européen d'Helsinki établit les questions institutionnelles nécessaires avant l'élargissement de l'Union Européenne. Il précise les capacités militaires nécessaires à la Politique européenne de sécurité et de défense (PESD). Le 10 décembre, la Turquie devient candidate officielle à l'adhésion à l'Union européenne.
- 12 décembre : naufrage de l'Erika. Marée noire sur les côtes de Bretagne.
- 16 décembre : un mois après l'inculpation du trésorier de son parti, le chancelier Helmut Kohl reconnaît l'existence de comptes occultes en Suisse (Affaire des caisses noires de la CDU).
- 26 et 28 décembre : les tempêtes Lothar et Martin causent d'importants dégâts. La première passe du sud de l'Angleterre vers le Danemark en traversant le nord de la France. La seconde traverse le nord de l'Espagne, le centre-sud de la France et le nord de l'Italie.
- 31 décembre : démission surprise du président russe Boris Eltsine. Le premier ministre Vladimir Poutine prend les fonctions de président par intérim en attendant des élections présidentielles en mars 2000.

## Chronologie thématique

### Économie
- 1er janvier : entrée en vigueur de la nouvelle monnaie unique européenne : l'euro (€) sur les marchés financiers. Sa parité avec les monnaies qu'elle remplace est fixée définitivement. Les billets et pièces n'entreront en circulation qu'en 2002.
- 11 janvier : chute du rouble.
- 13 janvier : le gouvernement brésilien laisse flotter le réal, qui perd 40 % de sa valeur du 15 au 20 janvier.
- 28 janvier : Volvo vend son secteur automobile à Ford.
- 10 février : vente des premières actions d'Air France.
- 14 février : privatisation d'Aérospatiale, pour permettre une fusion avec Matra.
- 19 février : ouverture du marché de l'électricité dans l'Union européenne.
- 20 février : OPA d'Olivetti sur Telecom Italia.
- 3 mars : OPE de la BNP sur la Société générale et Paribas. Le rejet par ces deux dernières (le 6 avril) de l'OPE marque le début d'une longue bataille boursière et médiatique.
- 23 mars : les pays de l'OPEP décident de réduire leur production, dès le 1er avril, pour une durée d'un an. Les prix du brut remontent.
- 26 mars : Renault acquiert 36,8 % de Nissan.
- 29 mars : le FMI débloque 5 Md $ en faveur de la Russie.
- 6 avril : rejet par la Société Générale et Paribas de l'OPE de la BNP.
- 7 avril : l'OMC condamne l'Union européenne dans la « guerre de la banane » qui l'oppose aux firmes américaines.
- 8 mai : élections en Nouvelle-Calédonie : 24 RPCR et 18 indépendantistes sont élus.
- 2 juillet : Renault rachète 51 % de Dacia.
- 5 juillet : annonce d'une OPE de TotalFina sur Elf.
- 5 juillet : cours record du baril de Brent : plus de 18 $.
- 12 juillet : cours le plus bas de l'euro face au dollar : 1,018 $ pour un euro, par la suite il remontera.
- 13 juillet : fusion du français Rhône-Poulenc et de l'Allemand Hoechst, qui forment le géant Aventis, qui devient le premier groupe mondial des « sciences de la vie ».
- 19 juillet : contre-OPE d'Elf sur TotalFina.
- 3 septembre : le Deutschmark (DEM) remplace le dinar yougoslave comme monnaie officielle du Kosovo.
- 12 novembre : promulgation du Gramm-Leach-Bliley Act Financial Services Modernization Act de 1999 aux États-Unis, qui met fin à la distinction historique (en vigueur depuis 1933) entre les banques de dépôt, les banques d'investissement et les compagnies d'assurances.
- 3 décembre : parité exacte entre l'euro et le dollar américain.
- France : un fonds de réserve est mis en place pour atténuer les difficultés à venir des régimes de retraite.

## Distinctions internationales

### Prix Nobel
Les lauréats du Prix Nobel en 1999 sont :
- Prix Nobel de physique : Gerard 't Hooft et Martinus Veltman.
- Prix Nobel de chimie : Ahmed Zewail
- Prix Nobel de physiologie ou médecine : Günter Blobel
- Prix Nobel de littérature : Günter Grass
- Prix Nobel de la paix : Médecins sans frontières
- « Prix Nobel » d'économie : Robert Mundell

### Autres prix
- Prix Pritzker (architecture) : Norman Foster.

## Décès en 1999

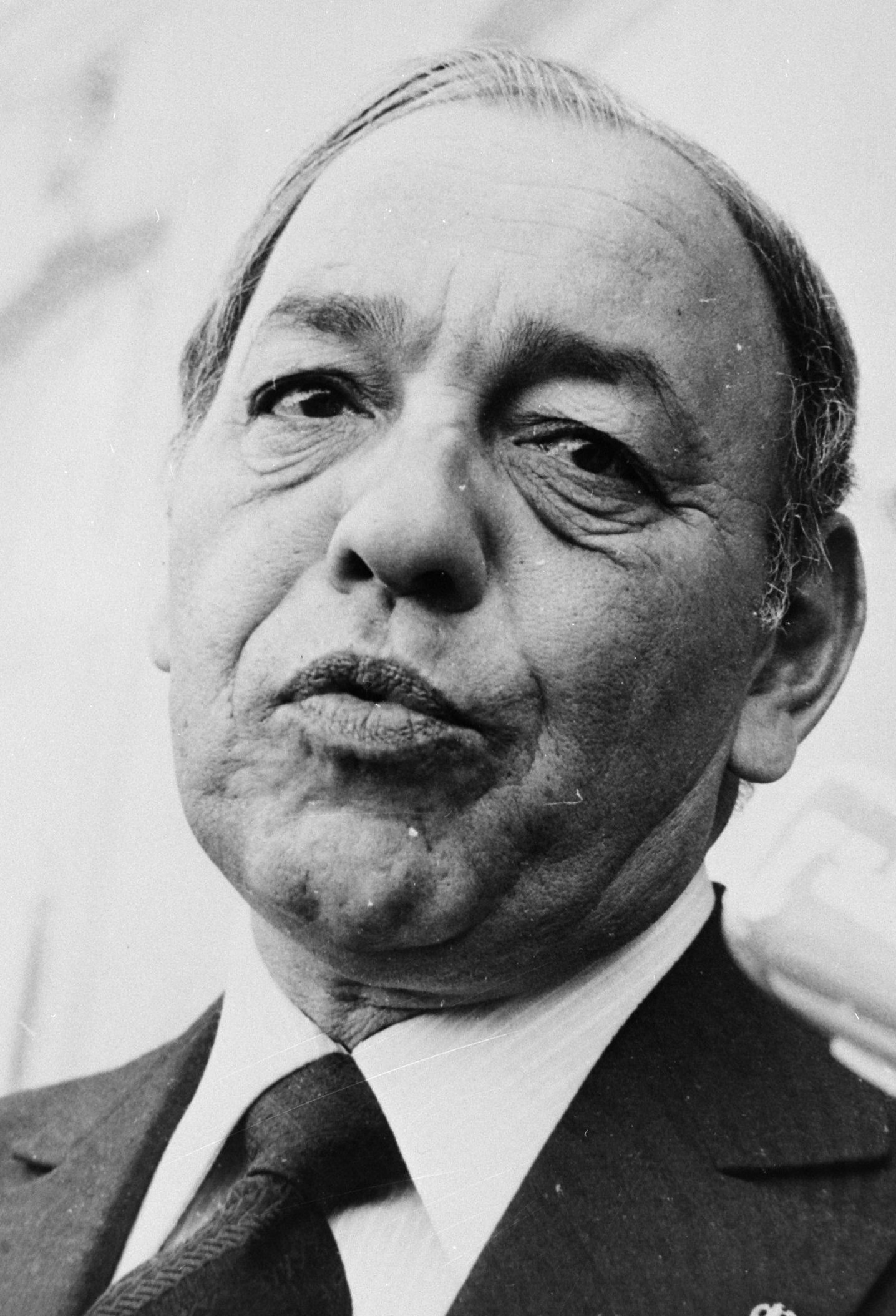
Hassan II.

Stanley Kubrick

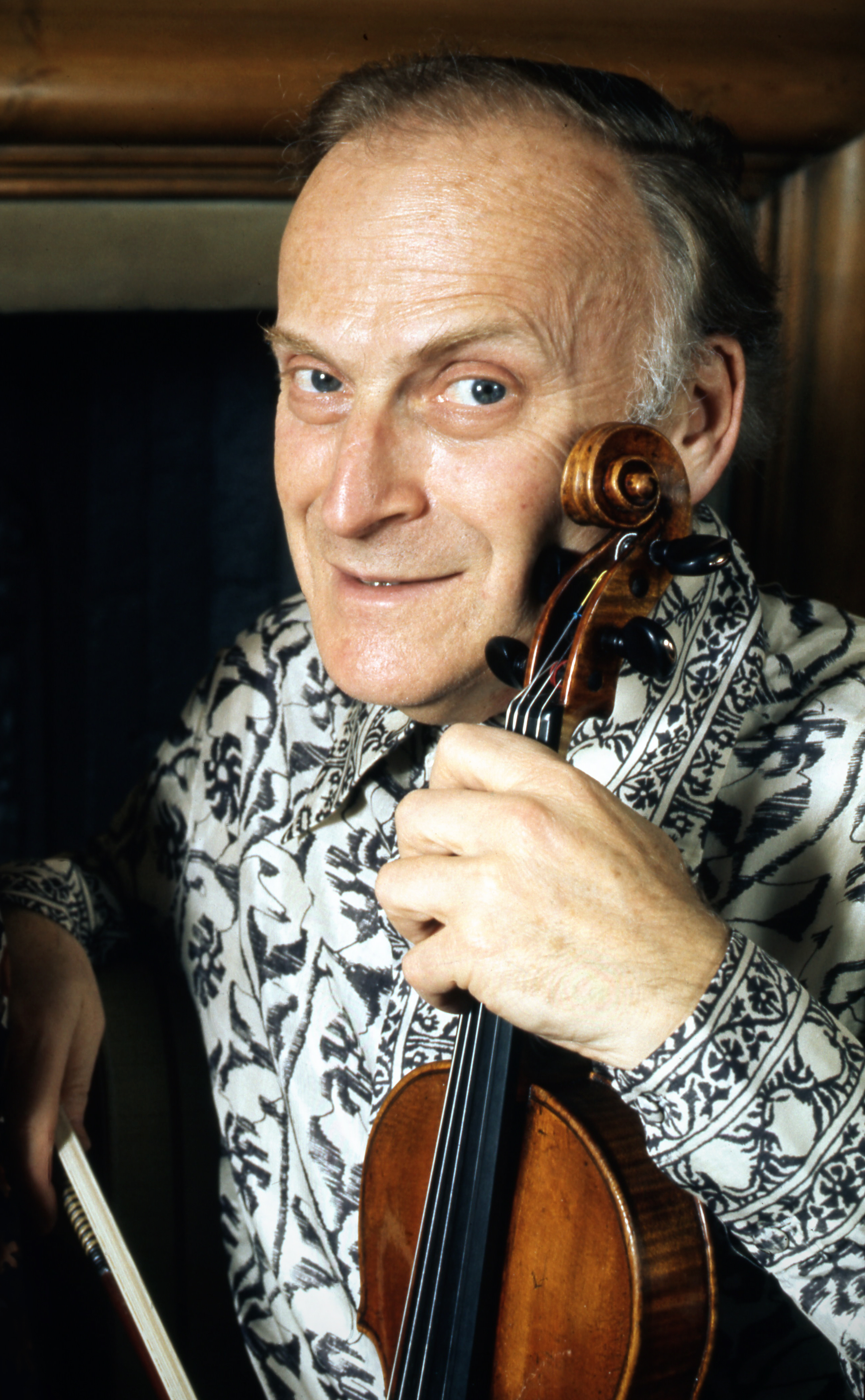
Yehudi Menuhin

Personnalités majeures décédées en 1999
- 6 janvier : Michel Petrucciani (pianiste et compositeur de jazz français)
- 7 février : Hussein (Roi de Jordanie de 1952 à 1999)
- 7 mars : Stanley Kubrick (cinéaste américain)
- 12 mars : Yehudi Menuhin (violoniste et chef d'orchestre américain)
- 23 juillet : Hassan II (Roi du Maroc de 1961 à 1999)
- 4 octobre : Bernard Buffet (peintre français)
- 19 octobre : Nathalie Sarraute (écrivaine française)
- 28 octobre : Rafael Alberti (écrivain espagnol)
- 27 novembre : Alain Peyrefitte (homme politique et écrivain français)
- 17 décembre : Roger Frison-Roche (écrivain, alpiniste et explorateur français)
- 18 décembre : Robert Bresson (cinéaste français)
- 24 décembre : Maurice Couve de Murville (homme politique français, premier ministre de la France de 1968 à 1969)